# Villatuelda
Villatuelda là một đô thị trong tỉnh Burgos, Castile và León, Tây Ban Nha. Dân số xấp xỉ 60 người và cách Aranda de Duero 30 km.
Mã bưu điện là 09310.